# Ryan AQM-91 Firefly
Ryan AQM-91 Firefly (Model 154) – amerykański, strategiczny bezzałogowy statek powietrzny (UAV - unmanned aerial vehicle) opracowany pod koniec lat 60. XX wieku przez firmę Ryan Aeronautical Company. Aparat startował po zrzuceniu przez przenoszący go pod skrzydłem DC-130. Pomimo wybudowania 28 egzemplarzy AQM-91 nigdy nie wszedł do produkcji seryjnej i nie został wykorzystany operacyjnie.

## Historia
Podczas wojny w Wietnamie Stany Zjednoczone z powodzeniem wykorzystywały w roli bezzałogowych aparatów rozpoznawczych maszyny Ryan Model 147 Lightning Bug, które były specjalnie przystosowanymi do tego typu zadań latającymi celami Ryan Firebee. Pozytywne doświadczenia skłoniły firmę Ryan do zaproponowania w 1965 roku Centralnej Agencji Wywiadowczej budowy większego aparatu, zdolnego do wykonywania zadań strategicznych. Jednak w owym okresie CIA była zaangażowana w rozwój projektu Lockheed D-21. Nie zrażając się brakiem zainteresowania ze strony wywiadu wytwórnia zwróciła się z projektem do United States Air Force. Tym bardziej, że na początku 1965 roku siły powietrzne ogłosiły konkurs na nowy, strategiczny bezpilotowy aparat latający. Do konkursu obok Ryana stanęła również firma North American Aviation, ale w czerwcu 1966 roku okazało się, że to Ryan wyszedł z rywalizacji zwycięsko. Wytwórnia przystąpiła do opracowywania nowego bezzałogowego samolotu oznaczonego jako Model 154. Cały projekt ukrywał się pod kryptonimem „Compass Arrow”. Nowa konstrukcja po raz pierwszy wzniosła się w powietrze we wrześniu 1968 roku. Pomimo zachowania całego programu budowy w tajemnicy, 4 sierpnia 1969 roku jeden z aparatów opadł na spadochronie w pobliżu ośrodka badań nuklearnych Los Alamos National Laboratory. „Tajemniczy obiekt” został sfotografowany przez miejscowych dziennikarzy, którzy opublikowali jego zdjęcia. Siły powietrzne ogłosiły, że na zdjęciach jest nowy latający cel przeznaczony do lotów na dużych wysokościach. Próby AQM-91 trwały do 1971 roku, pomimo zadowalających osiągów na drodze do produkcji seryjnej i wykorzystania operacyjnego stanęła polityka. Pierwotnie, głównym celem operacji, w której planowano wykorzystać AQM-91 miała być Chińska Republika Ludowa i jej poligon atomowy zlokalizowany w pobliżu jeziora Lob-nor. Jednak prezydent Richard Nixon rozpoczął względem komunistycznych Chin politykę odprężenia i normalizacji stosunków. W tym kontekście nie chciano narażać inicjatywy prezydenta na niepowodzenie prowokując Chińczyków lotami bezpilotowych aparatów zwiadowczych i cały program anulowano. Był to również jeden z powodów, obok problemów natury technicznej, dla którego zrezygnowano z użycia Lockheeda D-21, który również zmagał się z rozpoznaniem chińskiego poligonu.

## Konstrukcja
AQM-91 Firefly był dolnopłatem ze skrzydłami o dużym wydłużeniu i skosie, wykonanym – co jak na czasy, w których powstał było sporą innowacją – z kompozytów. Dzięki temu rozwiązaniu maszyna była bardzo trudno wykrywalna przez radar. Podwójne usterzenie pionowe. Na grzbiecie umocowany był silnik turboodrzutowy General Electric YJ97-GE-3. Z kolei dzięki takiemu umieszczeniu silnika zmniejszeniu ulegał ślad cieplny, jaki pozostawiały rozgrzane gazy silnikowe. Aparat przenosił panoramiczną kamerę, którą w przyszłości planowano stosować wymiennie z kamerą do zdjęć w podczerwieni lub systemami rozpoznawania sygnałów elektromagnetycznych i radiowych. AQM-91 startował po zrzuceniu z samolotu DC-130, który mógł przenosić dwa aparaty. AQM-91 kontynuował następnie samodzielnie zadanie lecąc po wcześniej zaprogramowanym kursie. Po wykonaniu zadania i powrocie nad przyjazne terytorium następowało lądowanie przy użyciu spadochronu. Firefly miał być przechwytywany przez śmigłowiec podczas opadania na spadochronie. Aparat wyposażony był w urządzenie do samozniszczenia w przypadku niezaprogramowanego lądowania na wrogim terytorium.